# 北海道立北方民族博物館
北海道立北方民族博物館（ほっかいどうりつほっぽうみんぞくはくぶつかん）は、北海道網走市にある博物館。北海道教育委員会が設置し、財団法人北方文化振興協会が指定管理者として管理をしている。英語名はHokkaido Museum of Northern Peoples。 

## 概要
北方民族博物館の対象とする北方民族とは、オホーツク海・北極海周辺の、北海道、ロシア沿海州、アラスカ、シベリア、北欧等の地域に棲む民族（アイヌ、ニヴフなど）で、これらの地域と民族の文化と歴史の研究や理解促進を目的とする。これらの民族を対象とした民族学博物館としては、日本では唯一のものである。
建物全体は水鳥が羽を広げた形であり、正面エントランスホールは、北方地域に見られる円錐型のテントをイメージしている。

## 沿革
1971年に網走市が北海道知事に道立施設としての設置を要望した。1988年3月に基本計画策定、同年から翌年3月にかけて、建築および展示の基本・実施設計が進められた。
1989年5月から建築工事開始、1990年3月に建物が完成、同年5月に館長大林太良以下職員計10名が着任し、展示工事が開始された。1991年2月10日に開館。展示手法としては、実物資料に加え、映像資料を積極的に導入した。
2006年4月から、指定管理者制度を導入。
歴代館長は、大林太良（1990年5月～1996年3月）、岡田宏明（1996年4月～2003年3月）、谷本一之（2003年4月～2010年3月）、岡田淳子（2010年4月～2017年3月）、津曲敏郎（2017年4月～）である。

## 展示
- 常設展示
  - 北方地域の諸民族の文化：イヌイットやスオミなどの北方の諸民族を対象とし、衣・食・住・生業・精神文化・文化の伝承などのテーマ別に展示。
  - 先史文化：北海道のオホーツク海沿岸にかつて栄えていたオホーツク文化を中心に展示
- 過去の特別展示
  - 1990年度 - 『北の色・形・文様』
  - 1991年度 - 『シベリアのトナカイ遊牧民ネネツ展』『アイヌ文化にみる猟と漁』
  - 1992年度 - 『サハリン先住民の精神世界』『マヤ：歴史と民族の十字路』
  - 1993年度 - 『北緯55度・アラスカ半島の先史文化』『北方諸民族と現代の民族芸術』『鳥居龍蔵のみた北方民族』
  - 1994年度 - 『あそび・ゲーム・おもちゃ』『北方民族の船：北の海をすすめ』
  - 1995年度 - 『大河アムールの民・ナーナイ：アムール民族芸術館所蔵資料展』
  - 1996年度 - 『たばこと民族文化：たばこが北方に伝わるまで』
  - 1997年度 - 『樺太1905-45：日本領時代の少数民族』
  - 1998年度 - 『人、イヌと歩く：イヌをめぐる民族誌』
  - 1999年度 - 『神の魚・サケ：北方民族と日本』
  - 2000年度 - 『トーテムポールとサケの人びと：北西海岸インディアンの森と海の世界』
  - 2001年度 - 『美しき北の文様　the brilliant northern design』
  - 2002年度 - 『狩る：北の地に獣を追え』
  - 2003年度 - 『先住民社会と水産資源：サケ・海獣・ナマコ』
  - 2004年度 - 『北の遊牧民　－モンゴルからシベリアへ－』
  - 2005年度 - 『アイヌと北の植物民族学　～たべる・のむ・うむ～』
  - 2006年度 - 『環北太平洋の文化1　コリヤーク：ツンドラの開拓者たち』
  - 2007年度 - 『環北太平洋の文化2　世界で一番ダイナミックな海　ベーリング海に生きる人びと　舞台は極北のベーリング海　自然も文化も歴史もひとめぐり　チュクチもエスキモーもアリュートも　日本人も大活躍』
  - 2008年度 - 『環北太平洋の文化3　トーテムの物語～北西海岸インディアンのくらしと美～』
  - 2009年度 - 『環北太平洋の文化4　千島列島に生きる　アイヌと日露・交流の記憶』
  - 2010年度 - 『トナカイのパーカとアザラシのブーツ』
  - 2011年度 - 『ウイルタとその隣人たち　サハリン・アムール・日本　つながりのグラデーション』
  - 2012年度 - 『東シベリア・サハ　永久凍土の大地に生きる』
  - 2013年度 - 『極北の島グリーンランド　氷海のハンター、エスキモー』
  - 2014年度 - 『船、橇、スキー、かんじき　北方の移動手段と道具』
  - 2015年度 - 『森と川の精霊とともに　ロシア・アムール地方のアート＆クラフト』
  - 2016年度 - 『北からの文化の波　北海道の旧石器からオホーツク文化まで』
  - 2017年度 - 『ユーラシア北方のウマ牧畜民　カザフ、モンゴル、サハ』
  - 2018年度 - 『North to the Future 北方から未来へ　日本人が出会ったアラスカ』
  - 2019年度 - 『北欧サミの暮らしと工芸』
  - 2020年度 - 『北で生きるよすが　北方民族の世界観』
  - 2021年度 - 『トナカイと暮らす　タイガの遊牧民たち』
  - 2022年度 - 『イヌイトの壁掛けと先住民アート』

- 以上のほか、企画展や写真展も実施されている[5]。

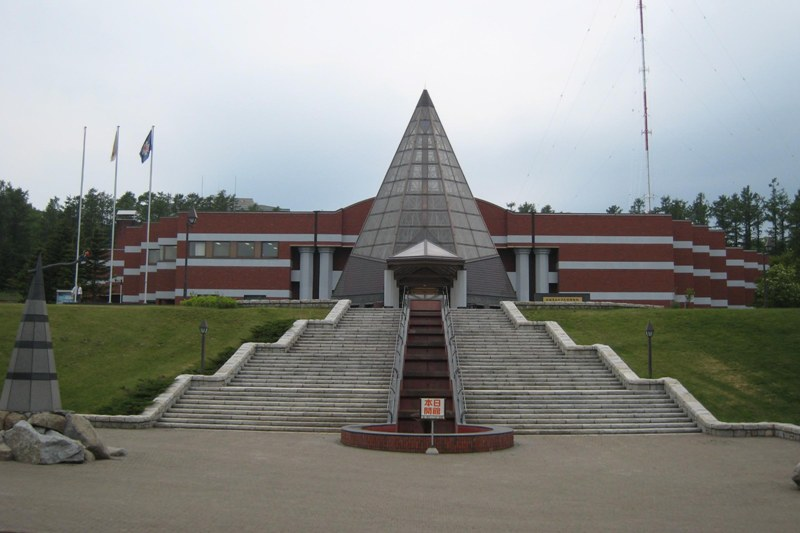
正面外観（2007年7月撮影）
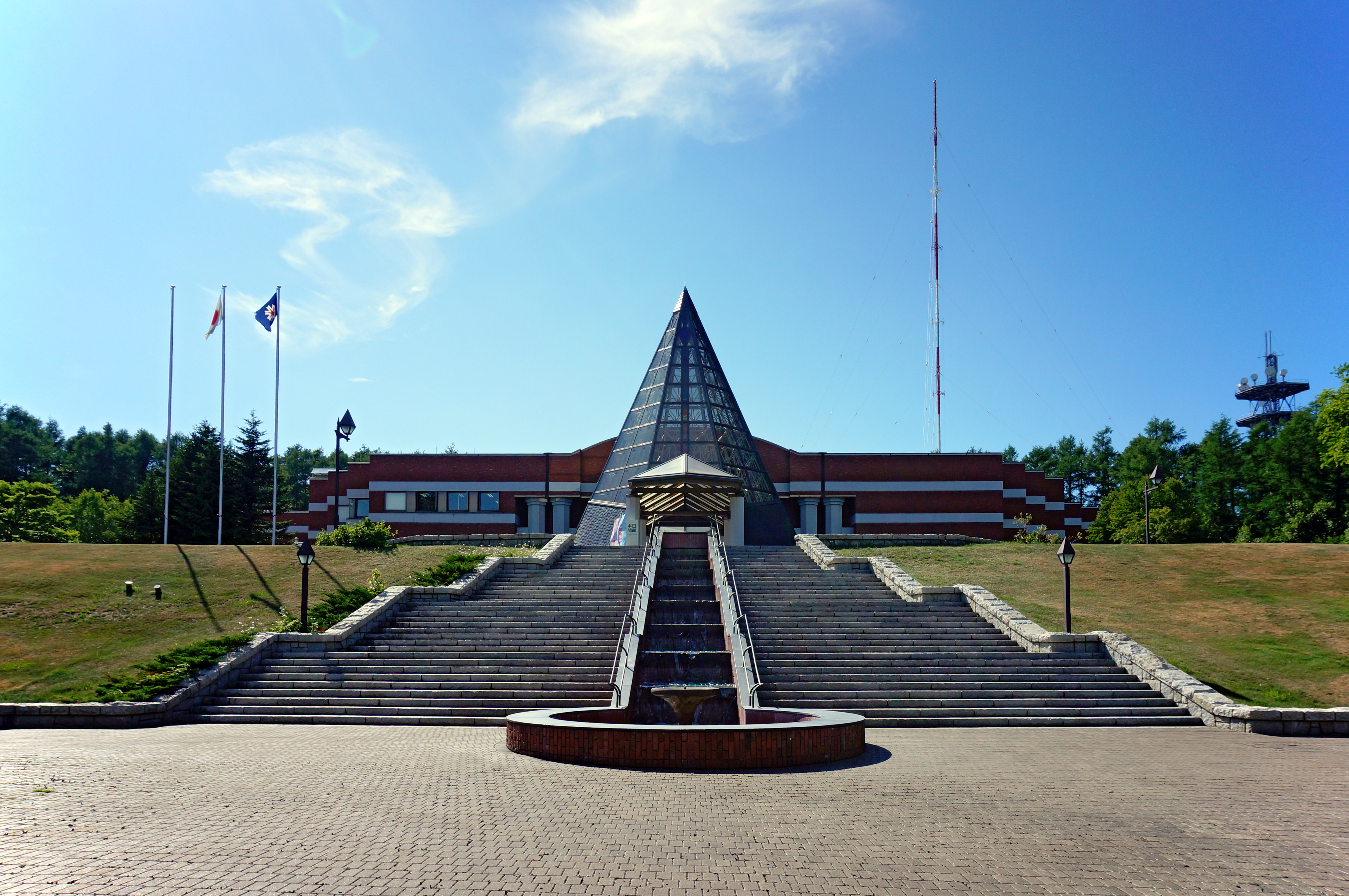
正面外観（2013年7月撮影）
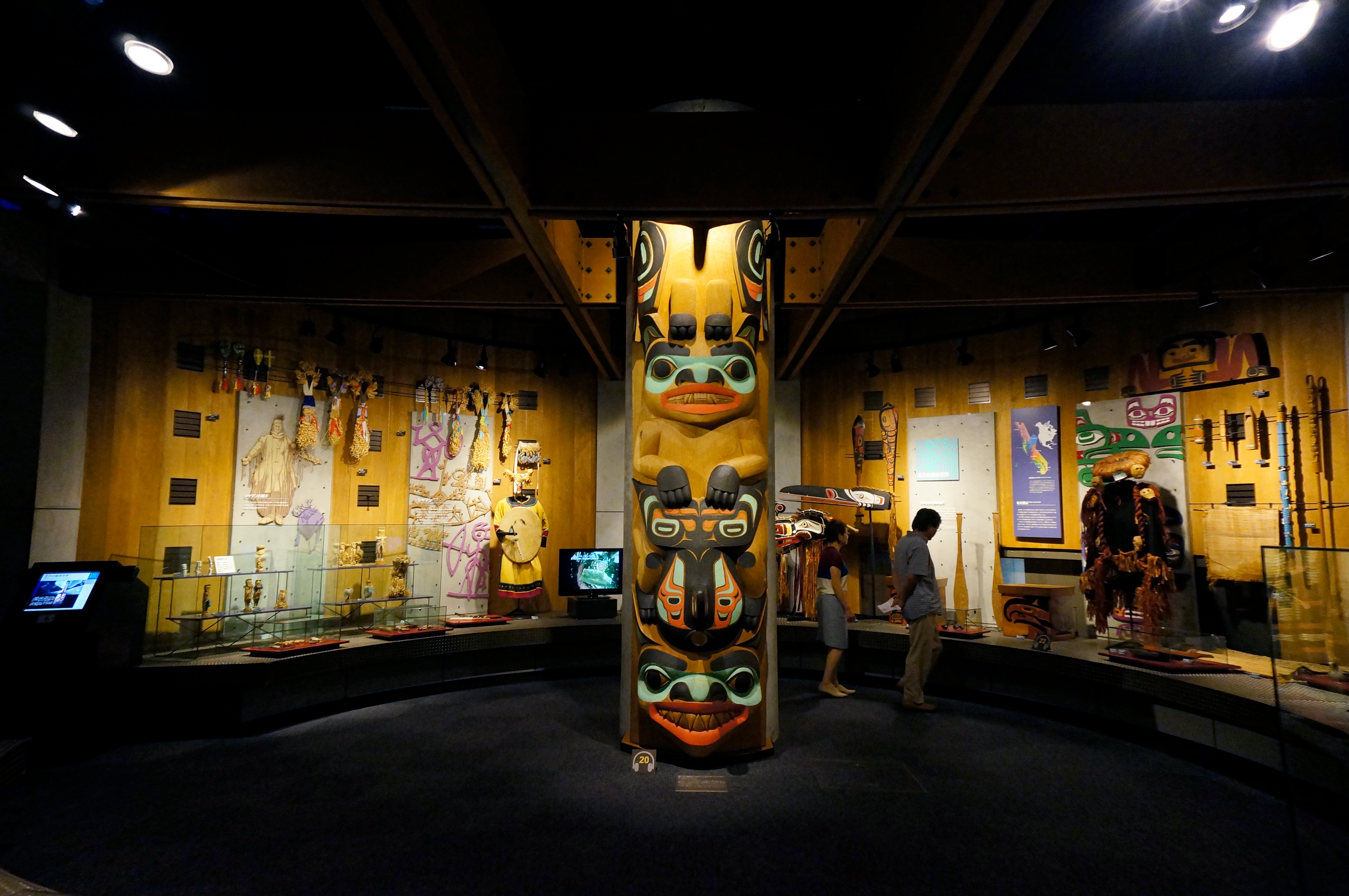
常設展示室
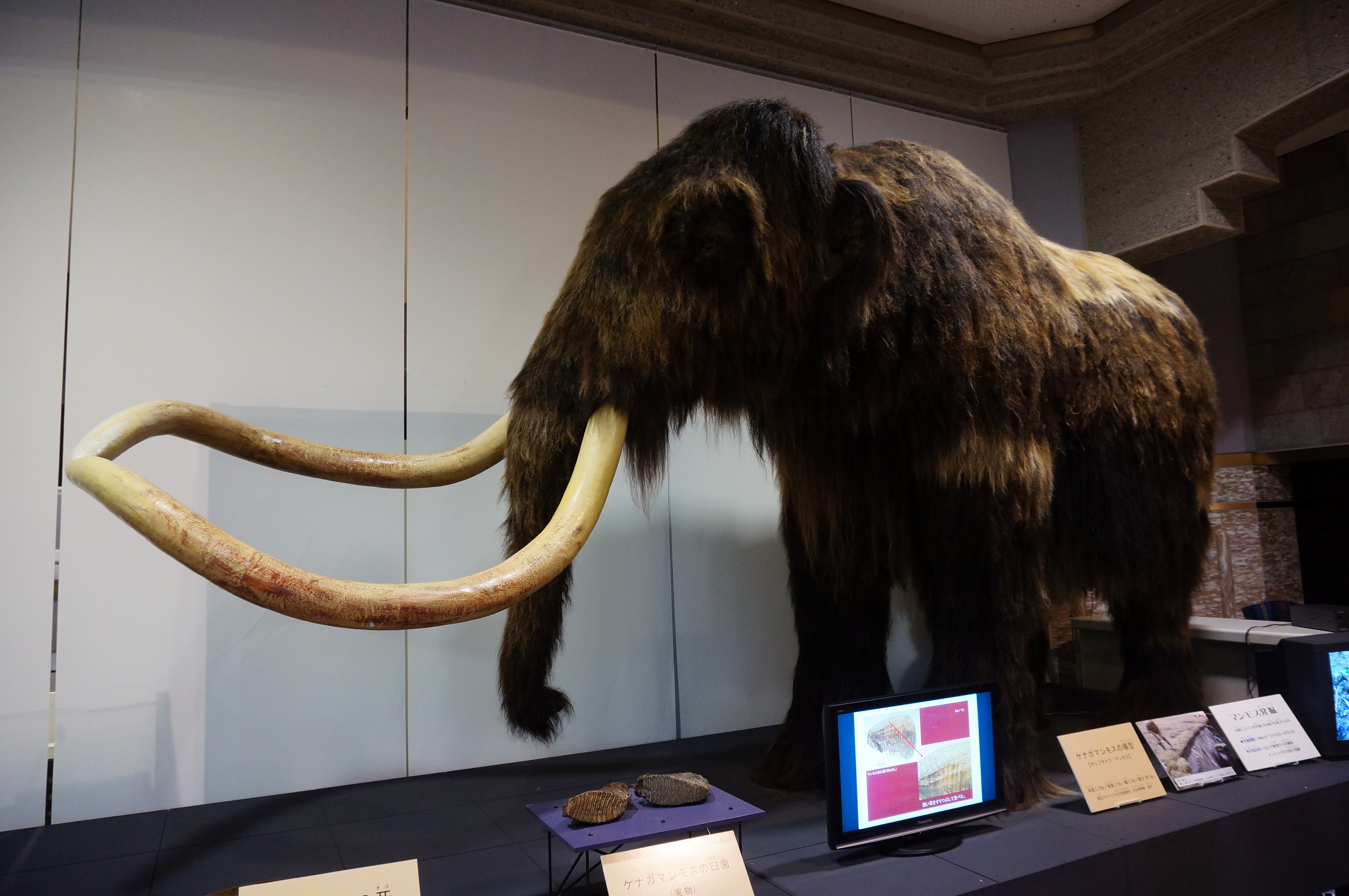
ロビーのマンモス剥製展示

## 所在地・開館時間等
- 所在地 北海道網走市字潮見309-1
- 開館時間 9:30～16:30
- 休館日 月曜(祝日の場合は翌平日)、臨時休館あり

## アクセス
- 自家用車 － JR網走駅から約10分。
- バス - JR網走駅から網走バス「天都山方面」行で約17分。「北方民族博物館前」下車。

## 周辺
- 天都山
  - オホーツク流氷館
  - 北海道立オホーツク公園（てんとらんど）
  - レークビュースキー場
  - 網走監獄博物館